# Sk-Signalsystem

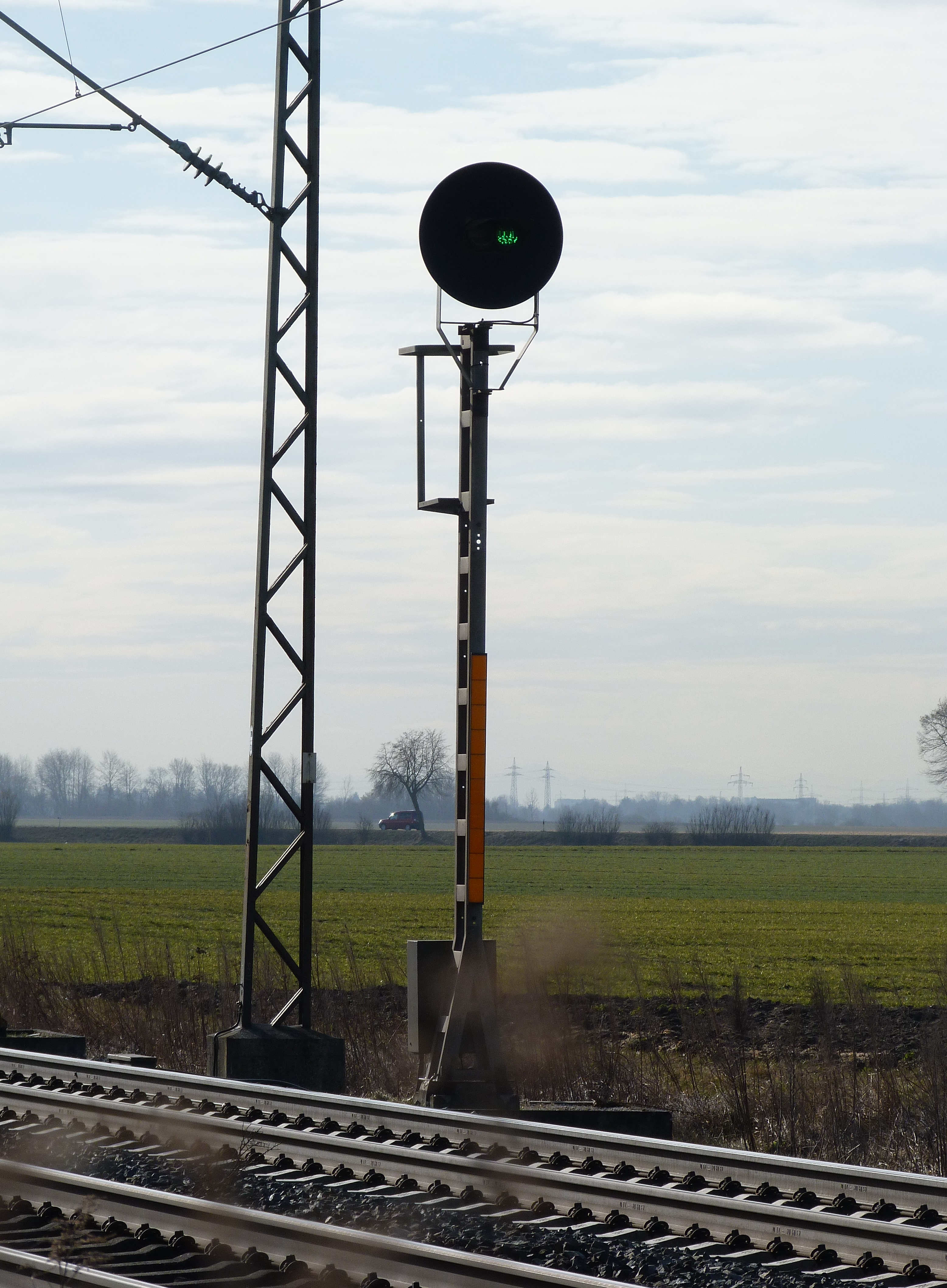
Sk-Vorsignal V202 für kombiniertes Blocksignal 202, Gablingen, 14. Februar 2022

Die Signalkombination (Sk) ist ein testweise entwickeltes Signalsystem der Deutschen Bundesbahn aus den 1970er Jahren, das die im H/V-System (Hauptsignal/Vorsignal) getrennten Signalschirme von Haupt- und Vorsignalen vereint.

## Einführung und Verbreitung
Nach dem Zweiten Weltkrieg entschied sich die Deutsche Bundesbahn für das H/V-System als Signalsystem, bei dem die Nachtzeichen der Formsignale als Lichtsignalsystem übernommen wurden. Beim H/V-System sind die Signalschirme für Haupt- und Vorsignal meist am selben Mast angebracht, was zu einer Häufung von Lichtpunkten führt. So werden z. B. für die Anzeige der Kombination aus Langsamfahrt (Hp 2) und einem beliebigen Vorsignalbegriff vier Signallichter benötigt. Das mehrabschnittsbasierte Sk-System vereinfacht diese Signalbegriffe und fasst mehrere Bedeutungen in einem Signalschirm zusammen, an dem für alle Stellungen (bis auf den Begriff Hp 00) nur ein einzelner Lichtpunkt gezeigt wird.
Im Jahr 1977 wurde das Sk-Signalsystem probeweise auf der Strecke Augsburg–Donauwörth eingeführt. Dazu mussten die Funktionen der Relaisstellwerke nicht in größerem Umfang verändert werden. Auch wurden für die Streckensignale vorhandene Bauteile der Einheitslichtsignale der Bauform 1969 sowie der Lichtsignale der Bauform 1960 verwendet. Nur die runden Vorsignalschirme wurden neu entwickelt, wobei zur Beleuchtung die bereits vorhandenen Doppellaternen der Einheitsbauform genutzt wurden. Das Sk-Signalsystem ist auf dieser Strecke immer noch in Betrieb. Weitere Strecken wurden nicht umgerüstet. Formsignale wurden bis zur Einführung des Ks-Signalsystems weiterhin durch Lichtsignale im H/V-System ersetzt.
In der zweiten Hälfte der 1970er Jahre war geplant, das Sk-Signalsystem auf den im Bau befindlichen ersten deutschen Neubaustrecken des Hochgeschwindigkeitsverkehrs zum Einsatz zu bringen, nachdem die dort vorgesehene Linienzugbeeinflussung bis Mitte der 1970er Jahre die Einsatzreife noch nicht erreicht hatte. Mit dem Sk-System sollten, bei Blockabständen von 1500 m, 200 km/h gefahren werden können. Der Signalbegriff „grün blinkend“ sollte der Haltankündigung aus 200 km/h dienen, während der Signalbegriff „grün“ für wenigstens zwei freie Blockabschnitte stehen sollte. Anstatt der im H/V-Signalsystem vorgesehenen zwei Lichtpunkte für Langsamfahrt (grün über gelb) war im Sk-System zusätzlich zum einzelnen grünen Licht ein separater Geschwindigkeitsanzeiger mit der Ziffer „4“ vorgesehen. Im Jahr 1981 wurde verfügt, dass alle neuen Relaisstellwerke mit Sk-Signalen auszurüsten sind. Man erhoffte sich dadurch erhebliche Kosteneinsparungen. Nach der vollständigen Ausrüstung mit Relaisstellwerken im Jahr 1992 sollten auch die bereits zuvor errichteten Relaisstellwerke auf Sk-Signale umgerüstet werden. 1984 wurde dieser Beschluss rückgängig gemacht, stattdessen wurden auf beiden Neubaustrecken H/V-Signale aufgestellt. Der damals verfügte Rückbau der Sk-Signale auf der Strecke Augsburg–Donauwörth wurde nicht umgesetzt.

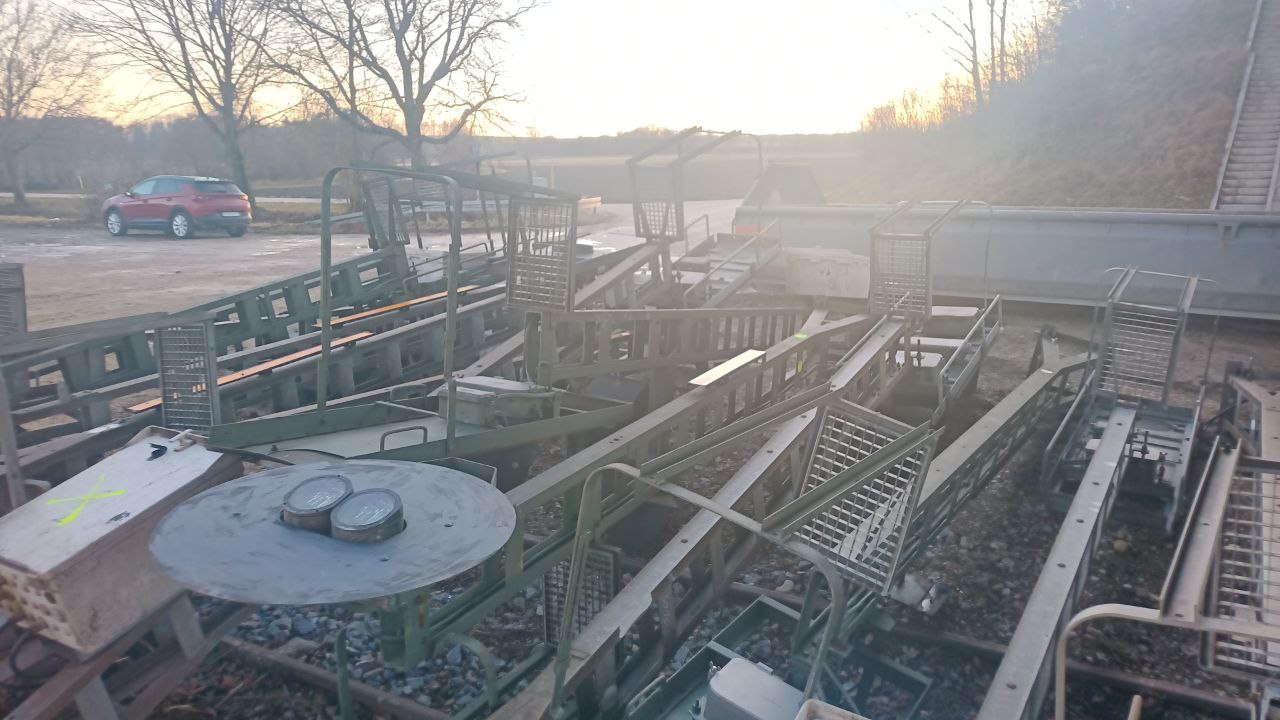
Abgebaute Sk-Signale (Januar 2024)

Mit der Ende 2024 erfolgten Inbetriebnahme eines Digitalen Stellwerks auf der Strecke Augsburg–Donauwörth wurden die Sk-Signale zwischen Donauwörth und Augsburg auf einem Abschnitt abgebaut. Es verbleibt allerdings ein Abschnitt mit Sk-Signalen, wo der Umbau in Zukunft angedacht ist, aber bisher noch keine Planung erfolgt.
Vereinzelte Sk-Signale außerhalb der Strecke Augsburg-Donauwörth sind selten, aber existieren z. B. am Lokschuppen Lüneburg-Süd.

## Signalisierung

### Signalschirm
Statt wie beim H/V-System für Haupt- und Vorsignalbegriff an einem Mast getrennte Signalschirme zu verwenden, wird bei den Sk-Signalen lediglich ein Signalschirm gebraucht. Für die Hauptsignale behielt man die bisherigen Signalschirme bei; reine Sk-Vorsignale sind in Fahrtrichtung Donauwörth mit rechteckigen Signalschirmen ausgestattet; in der Gegenrichtung werden runde Signalschirme verwendet.

### Signalbegriffe
Im Normalfall zeigt jedes Signal – egal ob Hauptsignal ohne Vorsignalfunktion, Hauptsignal mit Vorsignalfunktion oder reines Vorsignal – nur einen Lichtpunkt. Lediglich Ausfahrsignale zeigen bei Halt zwei rote Lichtpunkte (früher als Hp 00 bezeichnet). Aus diesem Grunde heißen die Signale Mehrabschnittssignale, denn ein Lichtpunkt kann die Befahrbarkeit von zwei Abschnitten anzeigen (während dies im H/V-System aufgeteilt war).
- Hp 0 – ein rotes Licht oder zwei rote Lichter nebeneinander: Halt.
- Sk 1 – ein grünes Licht: Fahrt über zwei Abschnitte frei (mit gelbem Mastschild) bzw. Fahrt in diesem Abschnitt frei; der nächste Abschnitt wird getrennt vorsignalisiert (kein gelbes Mastschild)
- Sk 2 – ein gelbes Licht: Fahrt in diesem Abschnitt frei (nur bei rotem Mastschild); am nächsten Signal Zughalt erwarten

### Zusatzsignale
Die Geschwindigkeitsbeschränkung wird einheitlich mit den Signalen Zs 3, Zs 3v, Lf 6 und Lf 7 angezeigt. Dabei werden sowohl Herauf- als auch Herabsignalisierungen angezeigt, wobei im Sk-Signalsystem die Weichenbereichsregel nicht gilt (d. h. eine Geschwindigkeitsbeschränkung gilt so lange, bis eine neue angezeigt wird). So steht z. B. am Ausfahrsignal Lf 7 mit Kennziffer 4 (Ausfahrt mit 40 km/h); hinter der letzten Weiche steht Lf 7 mit Kennziffer 16 (Fahrt mit Streckenhöchstgeschwindigkeit von 160 km/h, Geschwindigkeitsbeschränkung für die Ausfahrt aufgehoben). Auch die Kennziffer 20 für eine maximale Streckengeschwindigkeit von 200 km/h wurde auf manchen Streckenabschnitten gezeigt (heute sind im signalgeführten Betrieb in Deutschland maximal 160 km/h zulässig).

### Mastschild
Das Mastschild zeigt die Funktion des Signals an:
- rotes Mastschild – Hauptsignal
- rot-gelbes Mastschild – kombiniertes Signal/Mehrabschnittssignal
- gelbes Mastschild – Vorsignal